# 烏克蘭之夜
《烏克蘭之夜》是阿尔希普·库因芝在1878年的畫作，並在1901年做出部分修改。这幅畫现藏于圣彼得堡俄罗斯博物馆，编号「Ж-4190」。

## 历史
《乌克兰的夜晚》首先在1878年巡回展览協會的第六届展覽會中展出。當時的標題為《夜晚》。展覽還同时展出阿尔希普的另一幅画作：《森林》。
这幅画描绘一座被南方夕阳照亮的农舍。构图让人想起库因芝的早期画作《烏克蘭的夜晚》（1876 年），不同之处在于，玛赞卡房屋是由夕阳的光线照亮，而非月光。并通过明亮的深红色来强调这点。与这一时期的其他画作一样，这幅作品的主要优势，在于库因芝试图理解照明的秘密、光影的运用。

## 评论
艺术史学家弗拉基米尔·彼得罗夫在纪念阿尔希普·库因芝诞辰150周年的文章中写道： 
與「玩樂」不同，庫因芝加厚並概括整個色調、強化了作品的「光度」；並以「連接」觀眾與光的真實生活的名義，使用創新的色彩與技術──他這些願望清晰地體現在《烏克蘭的夜晚》（1878年，1901年部分重畫，藏於俄羅斯國家博物館）。在畫中，他描繪了夕陽的深紅色光芒，照亮山坡上的白色小屋和櫻桃園。山坡則可謂栩栩如生（picturesque）。
艺术史学家维塔利·马宁在一篇講库因芝作品的文章中指出：
《烏克蘭之夜》幾乎體現了庫因芝的創作方法。其色彩為影像，帶來一種迷人而非凡的平靜感，彷彿來自另一個世界般。他的裝飾主義赤裸裸地在畫中展現出來。庫因芝放棄了細節，以強調明亮的照明、和空氣氛圍的疲憊凍結效果。與此對比，伊万·希甚金（Ivan Shishkin）的方法，則是揭示主題的關鍵本質：樹叢被概括為沉重的群體。其顏色非常濃稠，看起來就像一團暗色的通風物質。